# 福井城址大名町站
福井城址大名町站（日语：／ Fukui-jiyoushidaimyoumachi Eki */?）是位於福井縣福井市大手三丁目，福井鐵道福武線的電車站。車站編號為F21。

## 車站構造
採用簡易車站模式運作，只於馬路上設置了候車月台。

### 月台

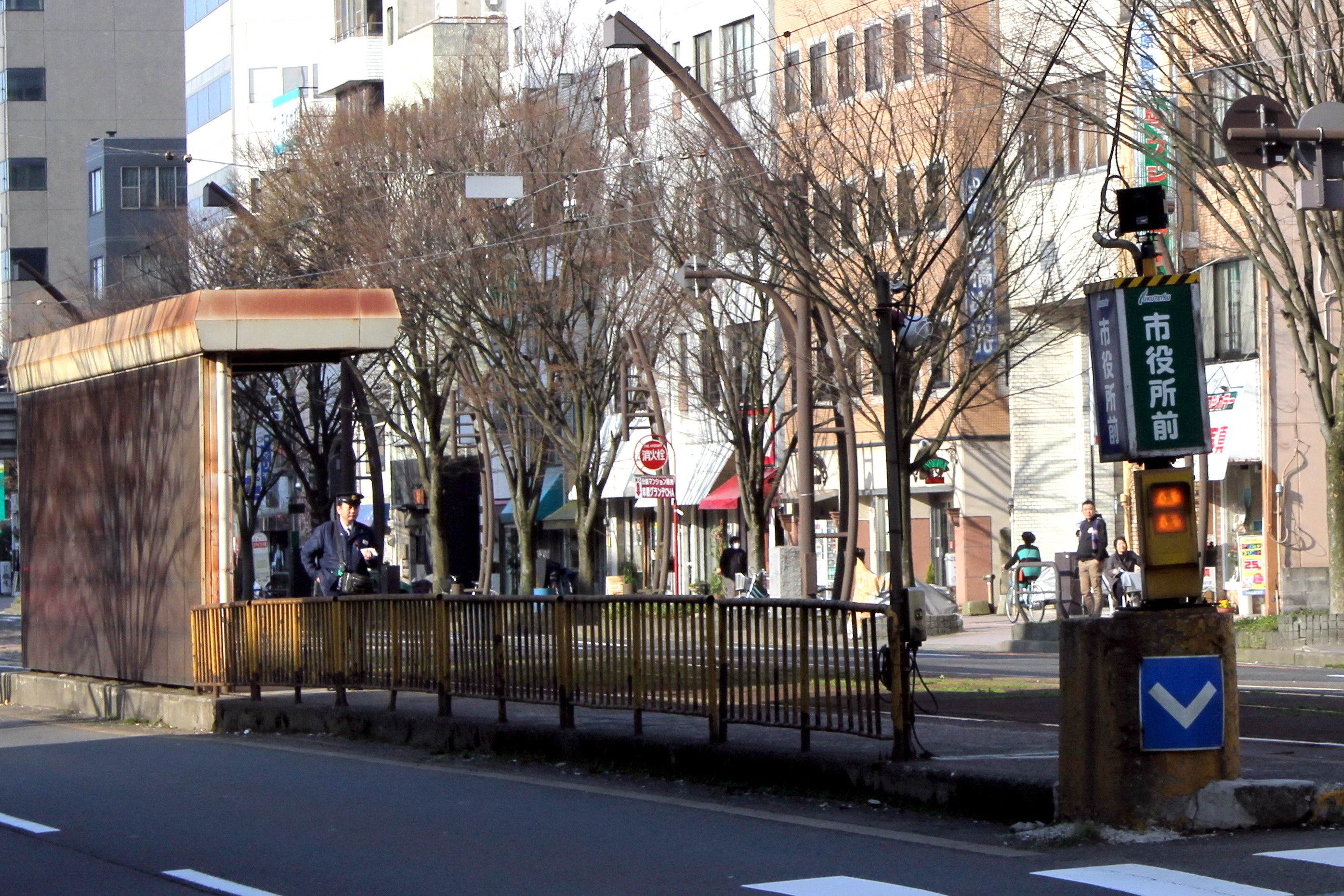
遷移電車站前的田原町方向月台與候車室（2013年3月23日）

設有2面2線的相對式月台。兩月台上均設有上蓋。1號月台可前往各個方向，2號月台只可前往福井站與武生新方向。在2017年（平成29年）7月，電車站開始進行無障礙化工程，在同年12月11日開始使用。從前兩月台之間相間一個路口，現時兩月台變為相對式，使用同一個行人過路處可直接前往各個月台。在之前，上行方向（武生新方向）的月台出入口只有樓梯級連接大名町路口行人隧道，因此輪椅人士需要別人協助下才能使用。現時月台全長約35米，寬約2米，當中上蓋長約24米。在福井鉄道福武線行走的列車中，F1000形（FUKURAM）長於24米，因此當下雨天時需要使用雨傘上下車。
| 月台 | 路線                   | 上下行 | 方向                                                                 | 備註                                                                             |
| ---- | ---------------------- | ------ | -------------------------------------------------------------------- | -------------------------------------------------------------------------------- |
| 1    | ■福武線 （鳳凰田原線） | 下行   | 福井站、田原町、 經越前鐵道■三國蘆原線前往福大前西福井、鷲塚針原方向 | 下行途徑福井站的班次會途徑本月台兩次，第一次靠站時會改變駕駛方向                 |
| 1    | ■福武線 （鳳凰田原線） | 上行   | 武生新方向                                                           | 由福井站駛至的上行普通電車（二度停站），靠站後會改變駕駛方向                     |
| 2    | ■福武線 （鳳凰田原線） | 上行   | 武生新方向                                                           | 由田原町開出列車，包括不駛入福井站的急行列車及先繞經福井站的普通列車（首度停站） |

## 歷史
- 1933年10月15日：大名町站啟用。
- 1950年11月27日：大名町站改名為本町通站。同時隨著本町通至田原町之間開通，市役所前站啟用[4][5]。大名町站成為分支車站，分別可從分支點前往福井站前方向和市役所前站方向[5]。
- 2002年7月15日：本町通站廢止[6]。
- 2017年12月11日：隨著進行翻新工程，新電車站開始使用。電車站的停靠方式也作出了轉換[7][1]。
- 2018年3月24日：電車站改名為福井城址大名町站[8]。改名是為了指示車站為福井城址的玄關口[9]。
- 2019年11月8日：福井銀行（日语：福井銀行）和福井新聞社（日语：福井新聞）發行和運營的電子支付平台「JURACA」IC卡開始於此站試用，直至同年11月20日[10][11][12][13]。
- 2024年10月11日：可使用ICOCA及全國通用IC卡付款[14][15]。

## 使用狀況
根據國土交通省「國土數值情報」，以下為1日平均上下車人次：
| 上落車人次變化 | 上落車人次變化 |
| 年度           | 1日平均人次    |
| -------------- | -------------- |
| 2011           | 1,270          |
| 2012           | 1,200          |
| 2013           | 1,200          |
| 2014           | 1,200          |
| 2015           | 1,490          |
| 2016           | 201            |
| 2017           | 227            |
| 2018           | 224            |
| 2019           | 114            |
| 2020           | 194            |
| 2021           | 225            |
| 2022           | 241            |

## 車站周邊
車站位於福井縣道30號福井丸岡線（鳳凰通）上。東側為福井縣廳、福井市政廳、福井市中央公園、福井中央郵局等重要政府設施。全部皆於400米範圍內。

### 本町通站

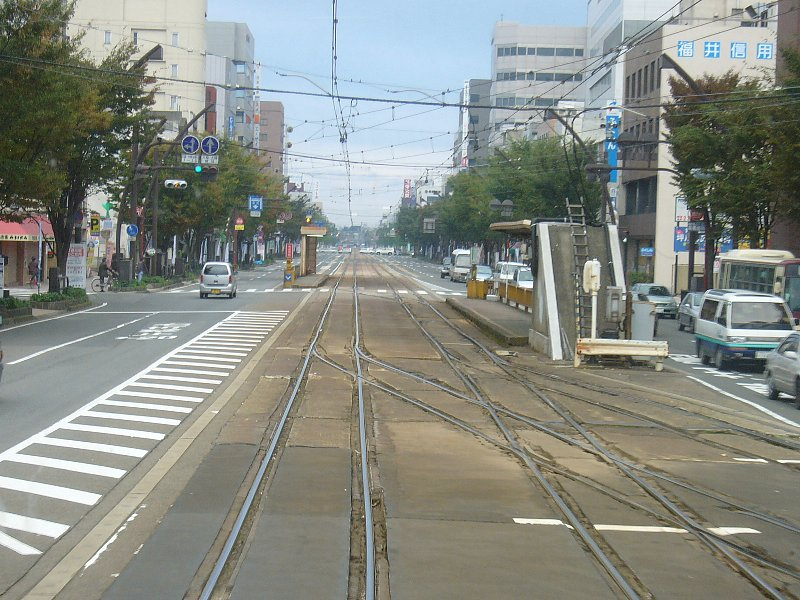
月台與分支點（2005年10月）

在大名町路口靠近市役所前站的南邊（36°3′43.7″N 136°13′2.3″E / 36.062139°N 136.217306°E）設有本町通站（日语：／）。該站只有武生方向月台。該電車站南邊設有橫越足羽川的幸橋，隨著該橋樑重建，電車站於2002年7月15日廢止。

## 相鄰車站
福井鐵道
■福武線（市內軌道線）
■急行、■普通
足羽山公園口（F20）－福井城址大名町（F21）－仁愛女子高校（F23）
■區間急行（只有從福井站出發前往武生新的班次）
足羽山公園口（F20）←福井城址大名町（F21）（←福井站（F22））
■福武線（市內軌道線、支線）
■急行、■區間急行、■普通
福井城址大名町（F21）－福井站（F22）

## 外部連結
- 福井鐵道福井城址大名町站 （页面存档备份，存于）（日語）